# William Paul (Rosenzüchter)

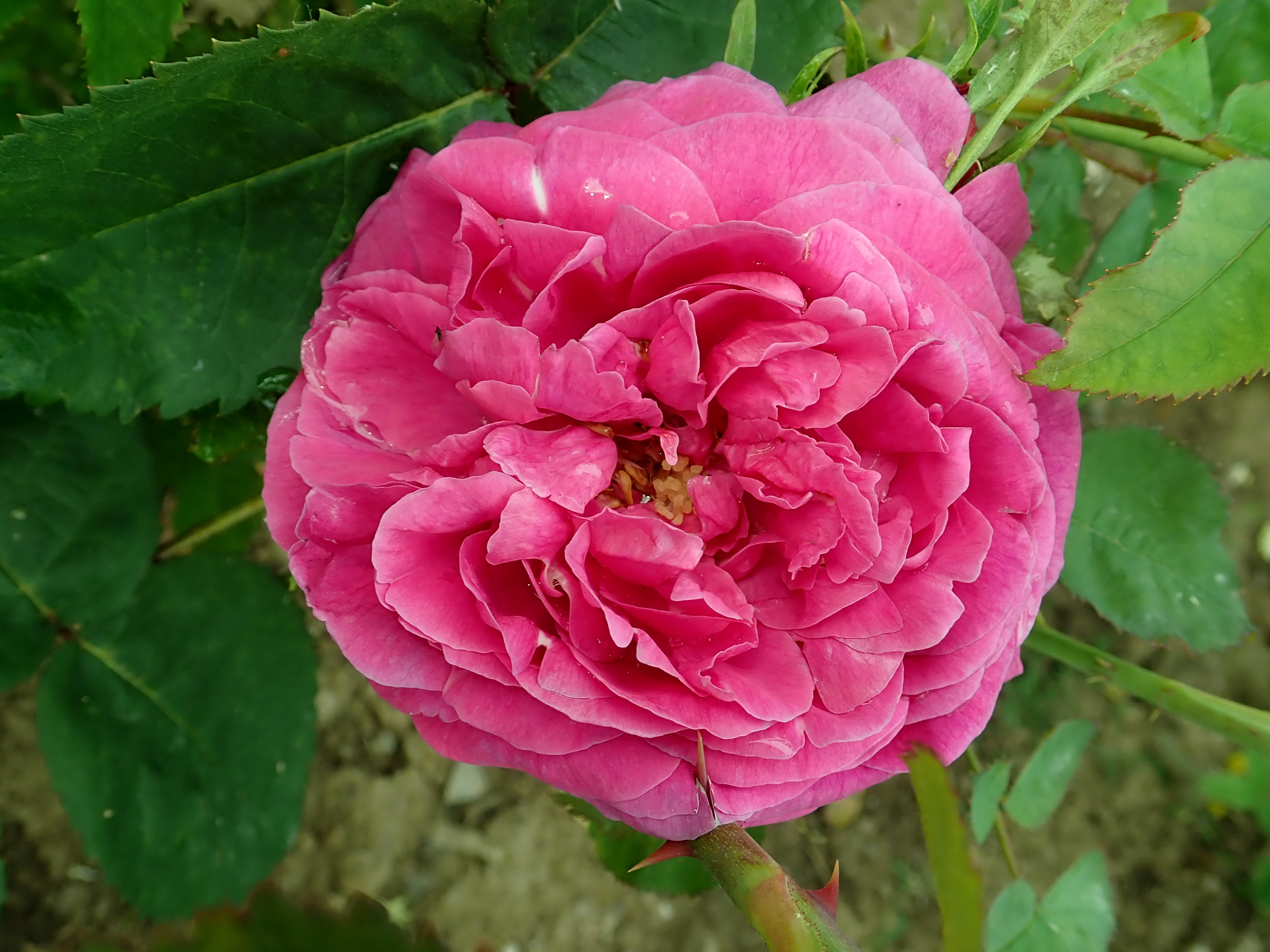
William Pauls Rose 'Star of Waltham', 1875

William Paul (* 16. Juni 1822 in Churchgate (Cheshunt, Hertfordshire); † 31. März 1905 in Waltham Cross) war ein englischer Rosenzüchter und Autor aus einer bekannten Familie von Rosenzüchtern.

## Leben

### Jugend und Tätigkeit als Rosenzüchter
Er war der zweite Sohn von Adam Paul (* 12. Mai 1780; † November (?) 1847), einem Gärtner hugenottischer Abstammung aus Daviot in Aberdeenshire, der gegen Ende des achtzehnten Jahrhunderts nach London gekommen war und 1806 eine Gärtnerei in Cheshunt erwarb.

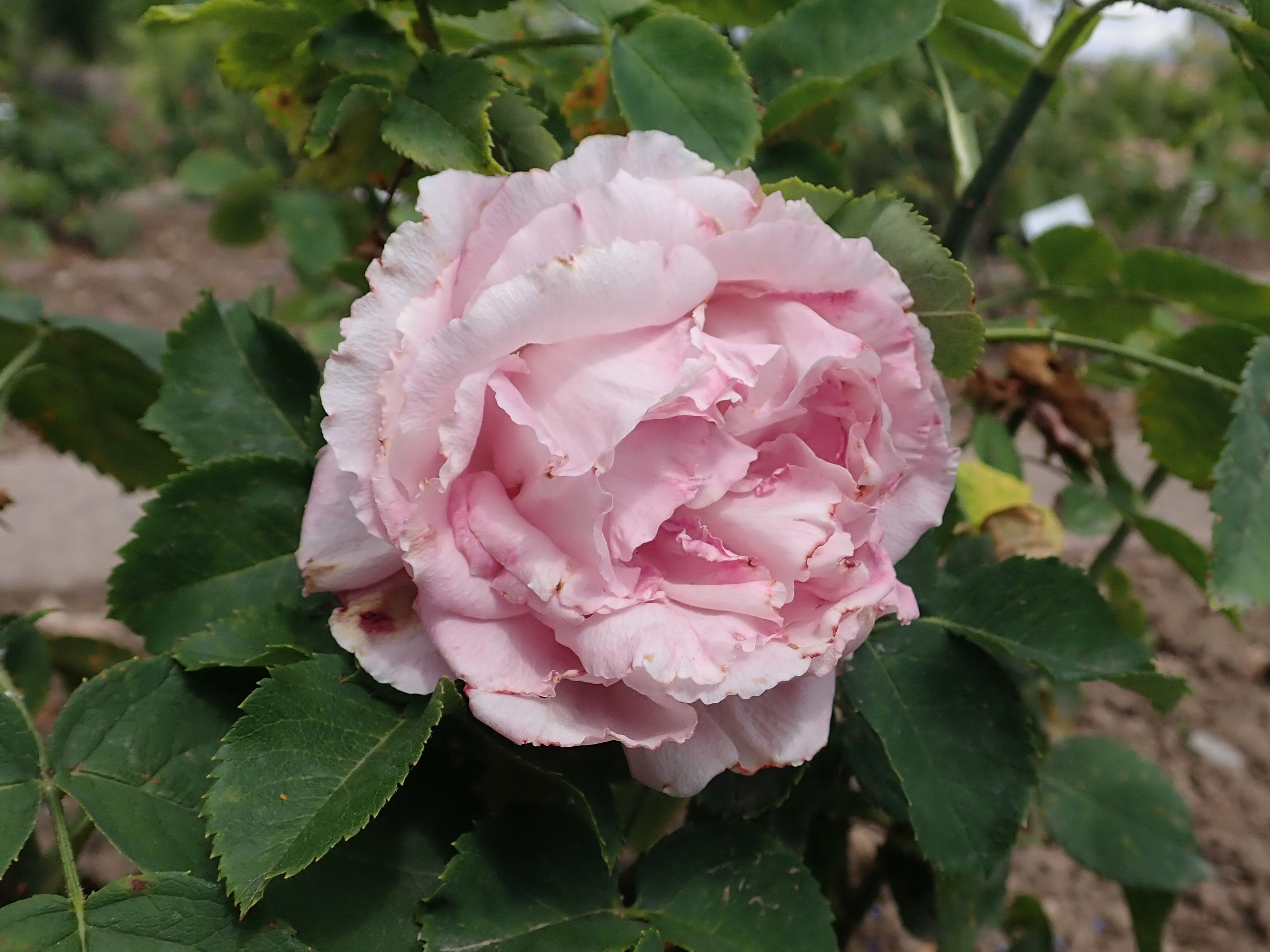
'Spenser', 1892

William Paul ging in Waltham Cross auf eine Privatschule (private school) und arbeitete später ebenso wie sein älterer Bruder George (1810–1867) in der väterlichen Gärtnerei. Nach dem Tode von Adam Paul im Jahr 1847 führten die beiden Brüder das Geschäft zunächst gemeinsam unter dem Namen „A. Paul & Son“ weiter, trennten sich jedoch 1860 offiziell. Während William ein eigenes Unternehmen in Waltham Cross gründete, behielt George den väterlichen Betrieb in Cheshunt, welcher später von seinem gleichnamigen Sohn George Paul jr (1841–1921) weitergeführt wurde, der ebenfalls ein bedeutender Rosenzüchter wurde.
Die beiden Familienzweige waren offenbar verfeindet, jedenfalls kam es 1874 zu einem öffentlich in der Zeitschrift Gardener’s Chronicle (GC) ausgetragenen Streit zwischen William Paul und seinem Neffen George Paul junior, nachdem William für die Gärten der Royal Botanic Society anstatt einiger perfekter Preisblüten (wie üblich) einfach die extravagante Menge von 8000 Blütensträußen ausstellte und damit ein Riesen-Aufsehen erregte. Nachdem der Gardener’s Chronicle William Paul in einem Leitartikel für seinen Aufwand gelobt hatte, beschuldigte George Paul seinen Onkel in mehreren offenen Briefen der Sensationsmache und des unlauteren Wettbewerbs.
William Paul brachte insgesamt über 100 eigene Rosensorten auf den Markt, darunter die folgenden zu Beginn des 21. Jahrhunderts noch erhaltenen Rosen:

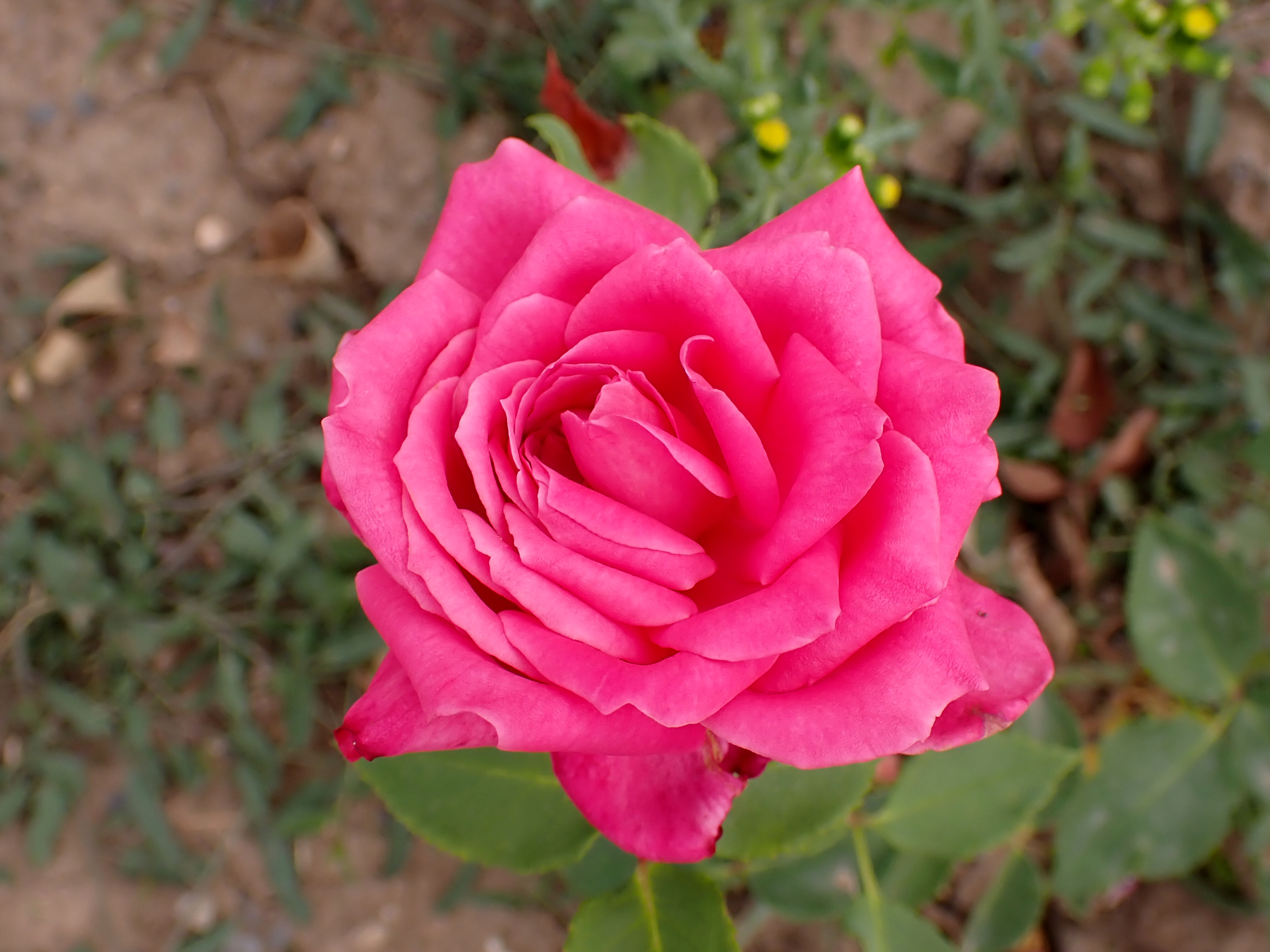
'Duchess of Albany', 1888

- 'Star of Waltham', Remontant-Rose, tiefrosa bis karminrot, 1875
- 'Magna Charta', Remontant-Rose, pink oder tiefrosa, 1876
- 'Crown Prince', Remontant-Rose, scharlach- bis kirschrot, 1880
- 'Little Gem', Miniatur-Moosrose, leuchtendes dunkles Fuchsia, 1880
- 'Silver Queen', Remontant-Rose, silbriges Zart- bis Blassrosé, 1886
- 'Duchess of Albany', Teehybride, tiefrosa bis lachsrosa, 1888 (Sport von 'La France')
- 'Marchioness of Lorne', Remontant-Rose, pink, 1889
- 'Crimson Globe', Moosrose, karminrot bis -rosa, 1890
- 'Spenser' (oder 'Spencer'), Remontant-Rose, hell-rosa bis lila-rosa, 1892
- 'Clio', Remontant-Rose, blassrosa, 1892
- 'Queen Mab', China-Rose, apricot, eventuell mit rosarotem Rand, 1896
- 'Arethusa', China-Rose, apricot-rosé, 1903

### Schriftstellerische Tätigkeit
Neben seiner Tätigkeit als Gärtner und Rosenzüchter war William Paul geistig rege, erwarb sich im Laufe seines Lebens eine Bibliothek mit wertvollen alten Büchern über Gartenbau und andere Literatur und war sein Leben lang schriftstellerisch tätig. Entdeckt wurde seine entsprechende Begabung von John Claudius Loudon. 1843 schrieb Paul für John Lindleys bereits erwähntes Fach-Magazin Gardener’s Chronicle Artikel über „Rosen in Blumentöpfen“.
Fünf Jahre später, im Jahr 1848 erschien William Pauls Buch The Rose Garden („Der Rosengarten“), das ein Klassiker der englischen Fachliteratur über Rosen wurde und im Jahr 1903 bereits die 10. Auflage erlebte. Sein Buch Villa Gardening von 1865 erlebte bis 1876 immerhin 3 Auflagen. Von 1858 bis 1881 gab er außerdem das Magazin The Rose Annual heraus.

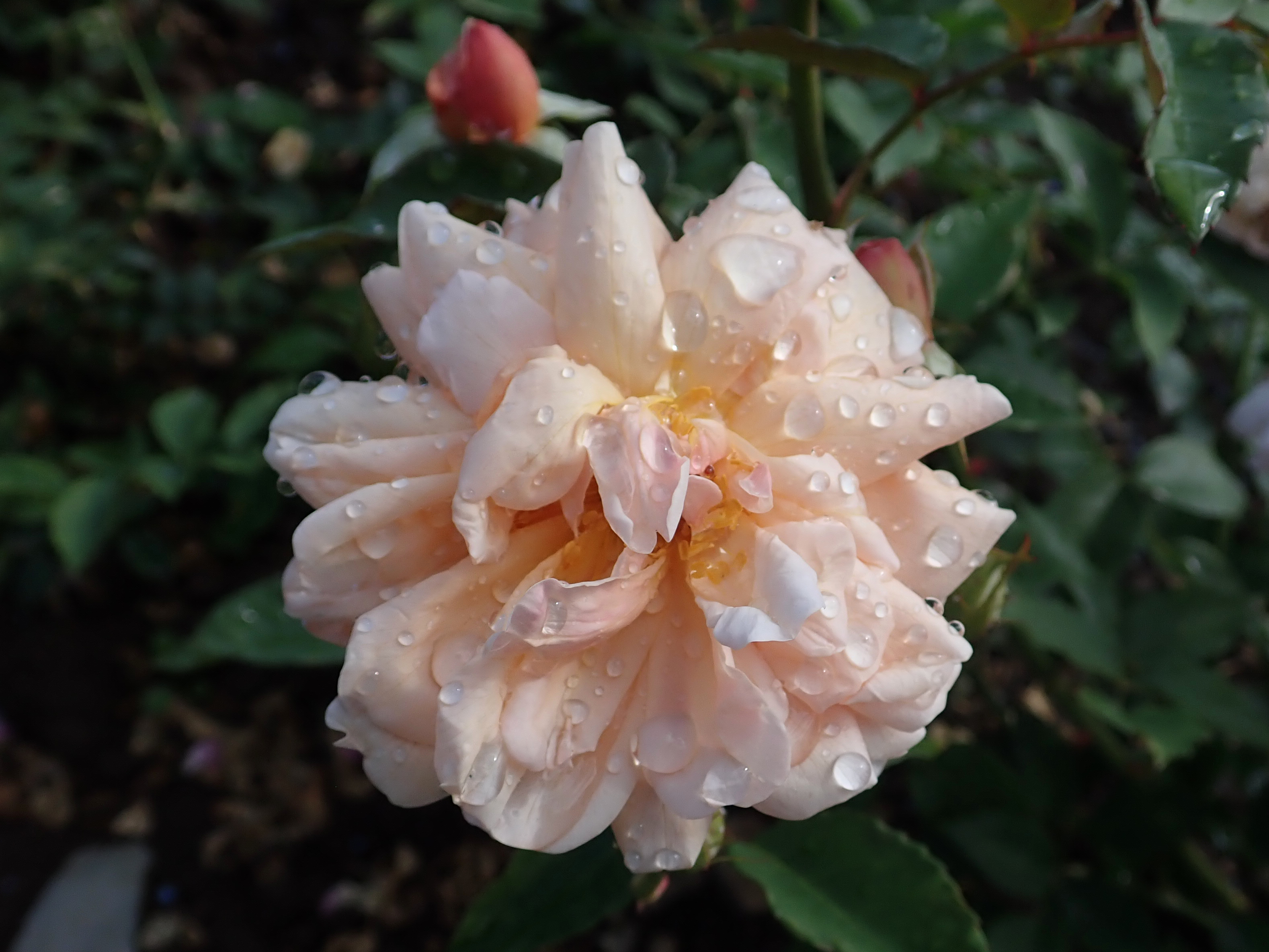
'Arethusa', 1903

Paul ist zwar vor allem als Rosenzüchter bekannt, beschäftigte sich aber auch mit vielen anderen Pflanzen, wie Stockrosen, Astern, Kamelien, Pelargonien, Hyazinthen, Phlox, Efeu, Eiben, Stechpalmen, diversen Gartensträuchern, Obstbäumen und Rosenkohl. Er veröffentlichte Artikel über diese Themen unter anderem in American Plants, their History and Culture (1858) und Tree Scenery (1870–1872). Für die Proceedings der Royal Horticultural Society verfasste er 1861 und 1863 Beiträge über Eiben- und Stechpalmenarten.
Zusammen mit seinen Freunden Dr. Robert Hogg und Thomas Moore gab William Paul von 1868 bis 1874 außerdem das Magazin The Florist and Pomologist heraus. Selbst Charles Darwin war beeindruckt über das praktische Wissen, mit dem Paul über die verschiedenen Pflanzenarten schrieb.
Paul hielt auch Vorträge, unter anderem 1869 in Manchester die Vorlesung Improvements in Plants, die 1892 in den Contributions to Horticultural Literature, 1843-1892 in gedruckter Form veröffentlicht wurde.
William Paul war ab 1851 Mitglied des Ausschusses der National Floricultural Society – bis zu deren Auflösung im Jahr 1858, als der Blumenausschuss der Royal Horticultural Society gegründet wurde. Im Juli 1858 trat Paul der soeben von Samuel Reynolds Hole gegründeten National Rose Society bei. 1866 gehörte er zu einem einundzwanzigköpfigen Exekutivkomitee der International Horticultural Exhibition und war 1867 auch als Kommissar für eine Ausstellung in Paris tätig. Paul wurde 1875 zum „Fellow“ der Linnean Society gewählt und war 1897 der erste, dem die Victoria-Medaille für Gartenbau verliehen wurde.
William Paul starb am 31. März 1905 an einem „paralytischen Anfall“ und wurde in der Familiengruft auf dem Friedhof von Cheshunt begraben.

### Galerie: Rosen von William Paul

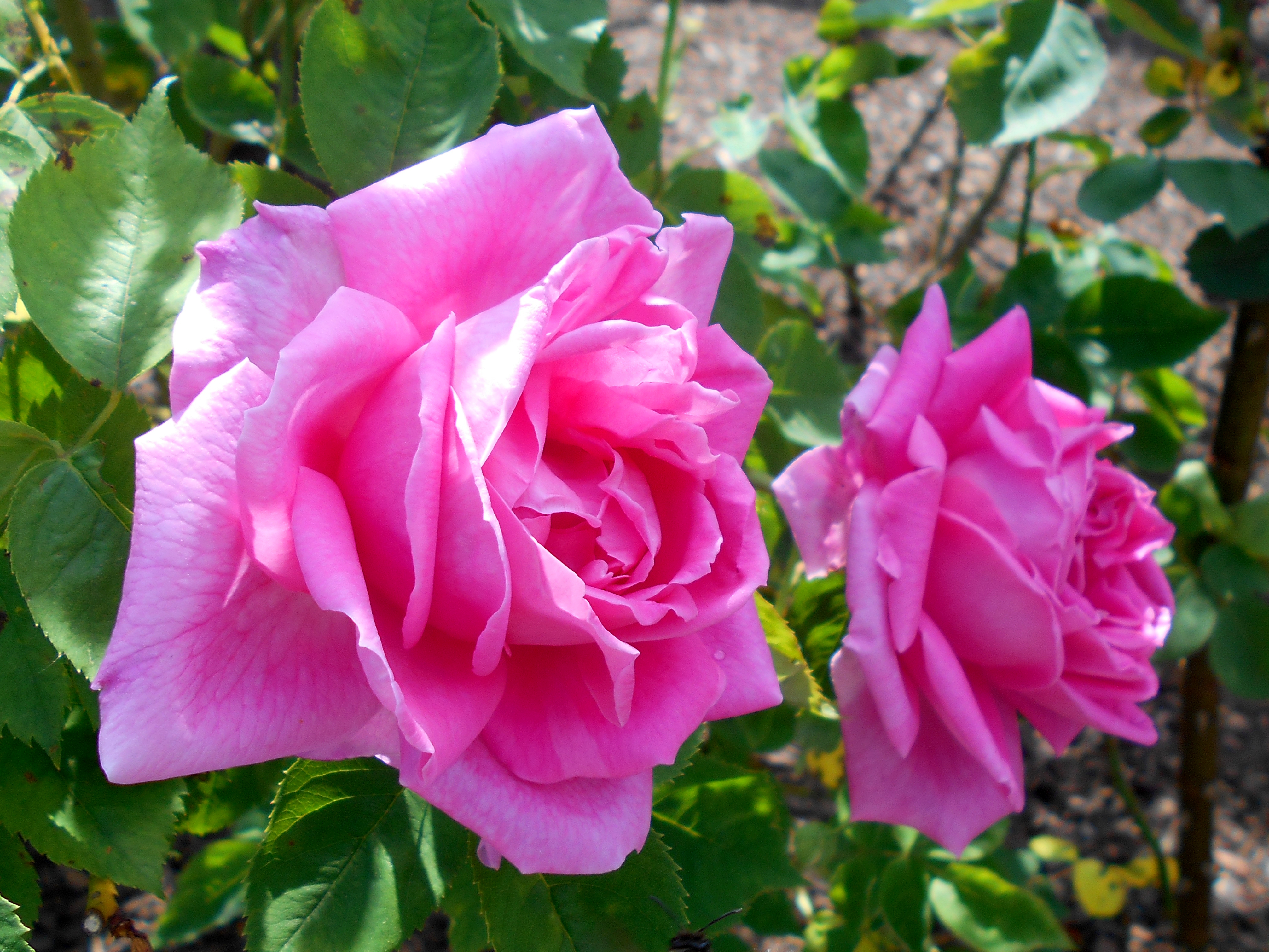
'Magna Charta', 1876
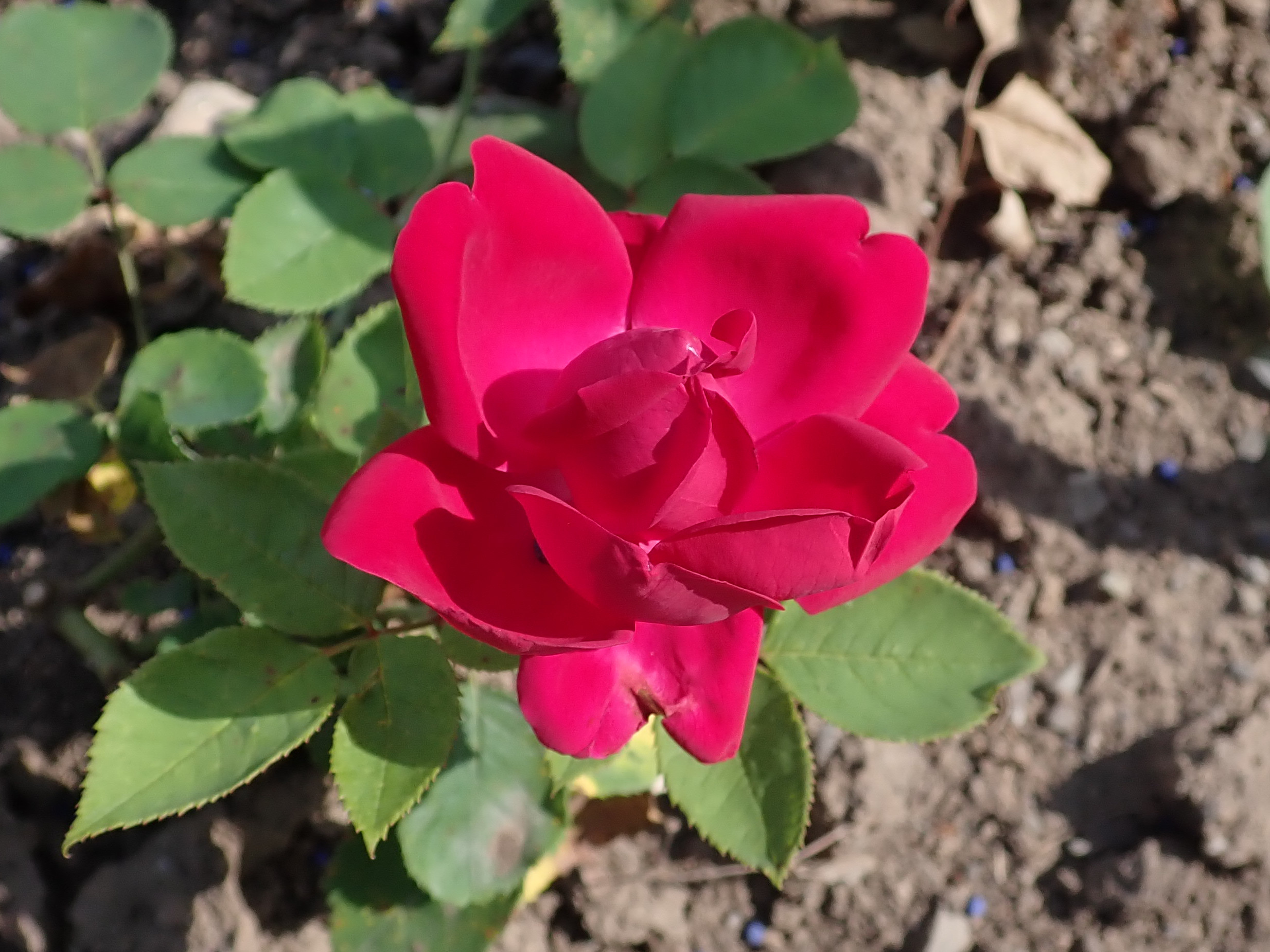
'Crown Prince', 1880
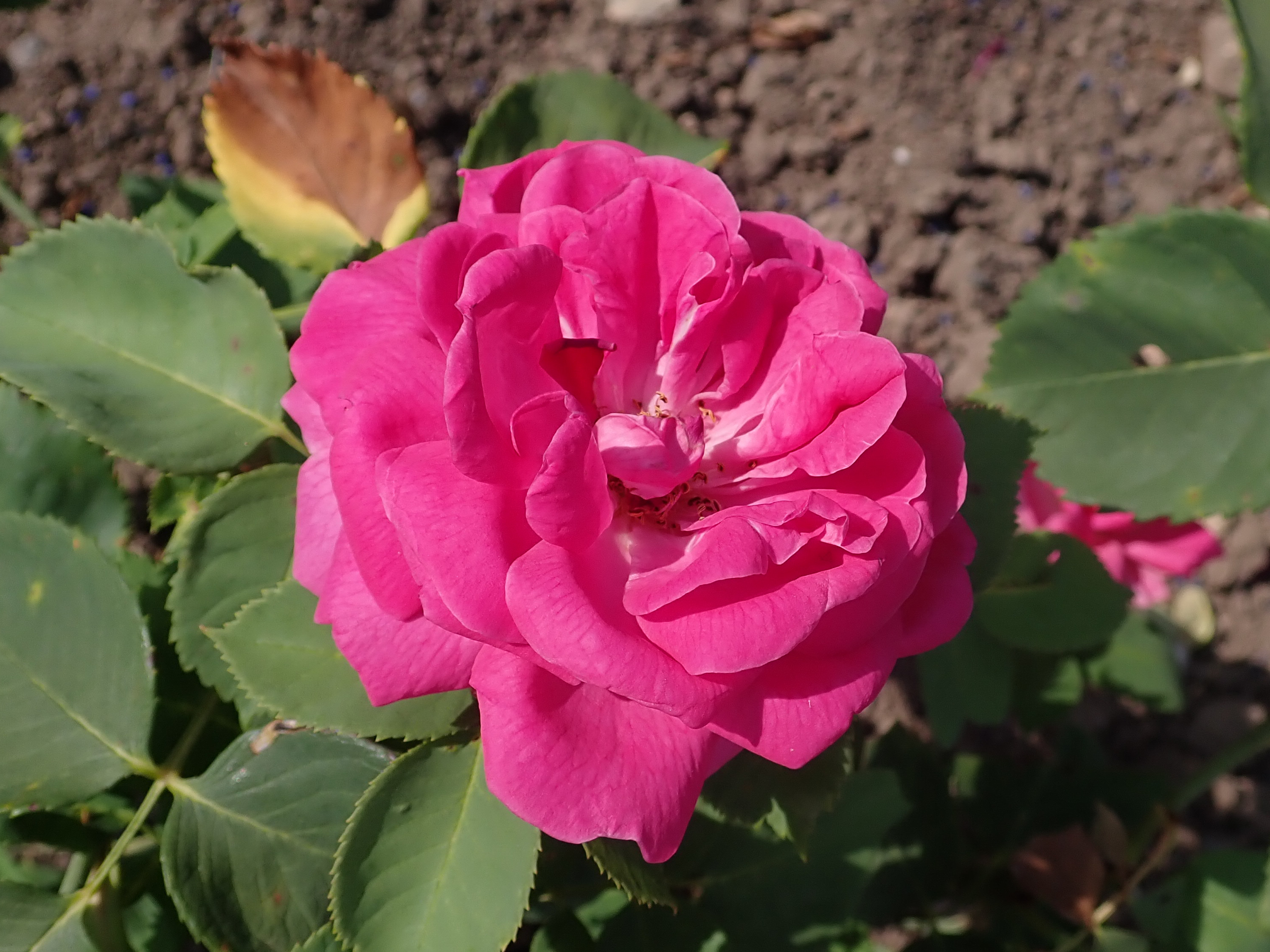
Marchioness of Lorne, 1889
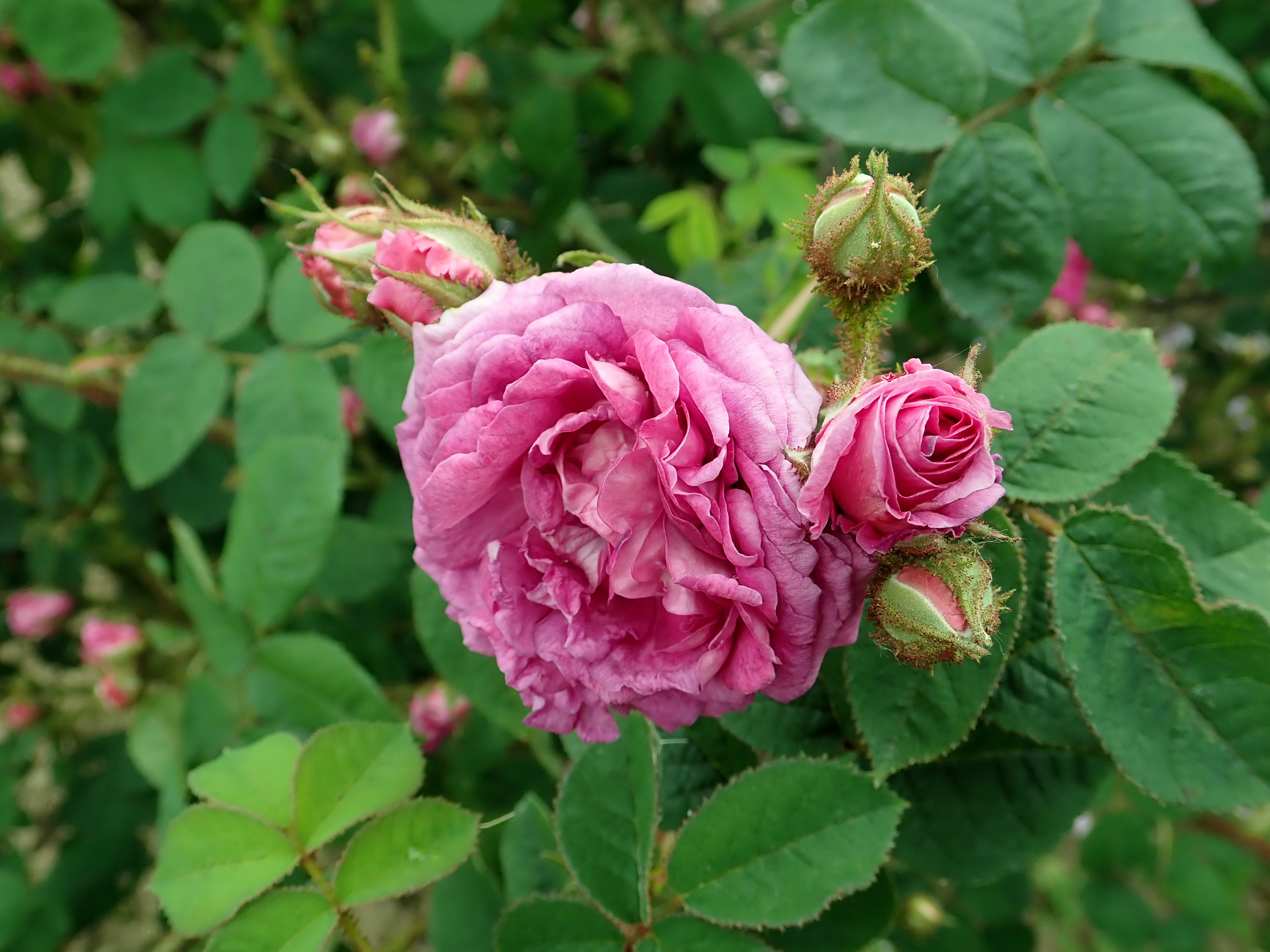
'Crimson Globe' (?), 1890
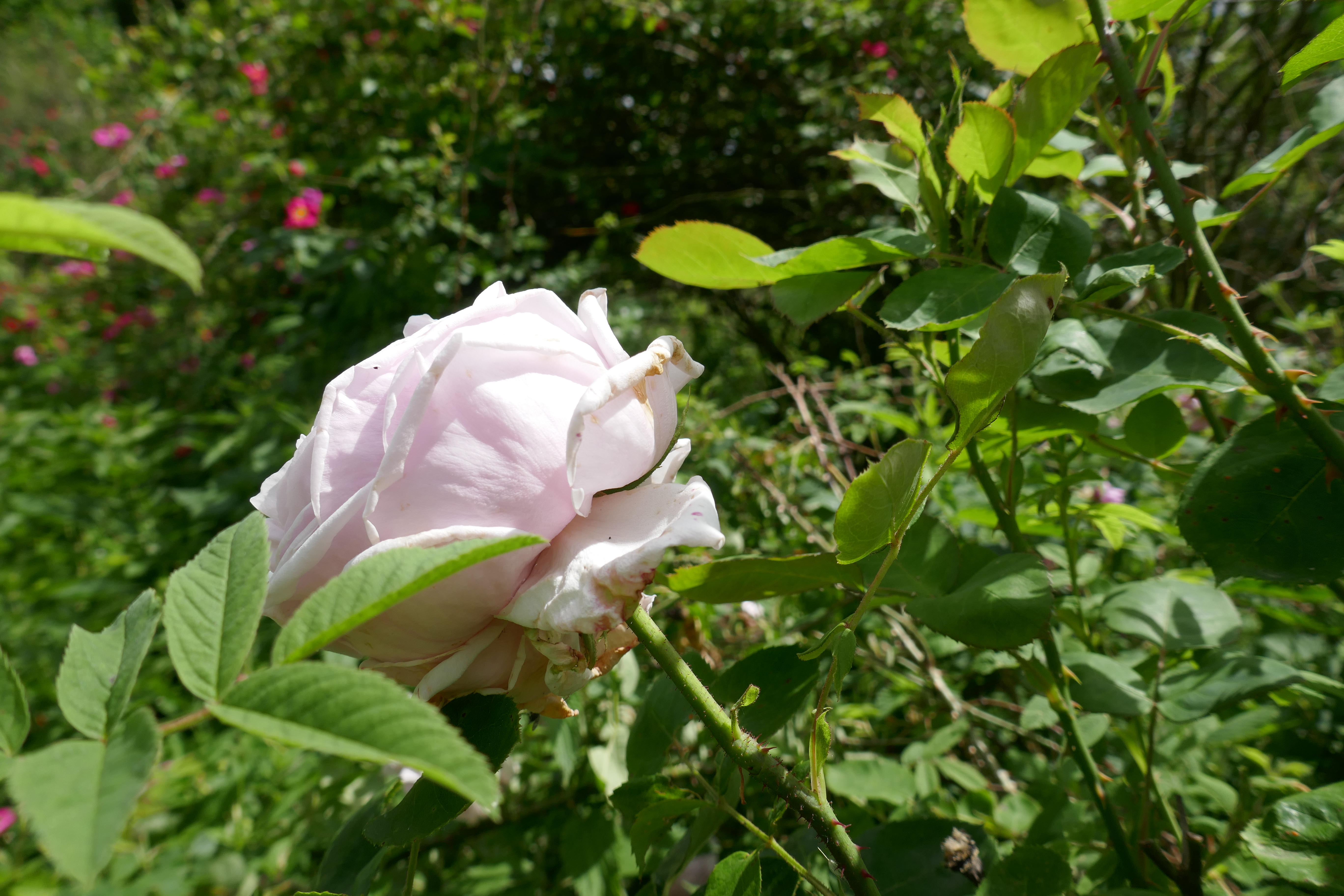
'Clio', 1892

### Die Nachfahren
William Paul war verheiratet mit Amelia Jane Harding, die er überlebte. Sein Gärtnereibetrieb wurde nach seinem Tode unter dem Namen William Paul & Son von seinem Sohn Arthur William Paul weitergeführt.
Arthur William kaufte nach dem Tode seines Vaters einen Teil von dessen Bibliothek während einer Auktion bei Sotheby’s zurück und verfasste wahrscheinlich auf dieser Grundlage einige Jahre später einen Artikel über die historische Rosen-Literatur für das Journal of the Royal Horticultural Society (Bd. XXXIX, 1913).

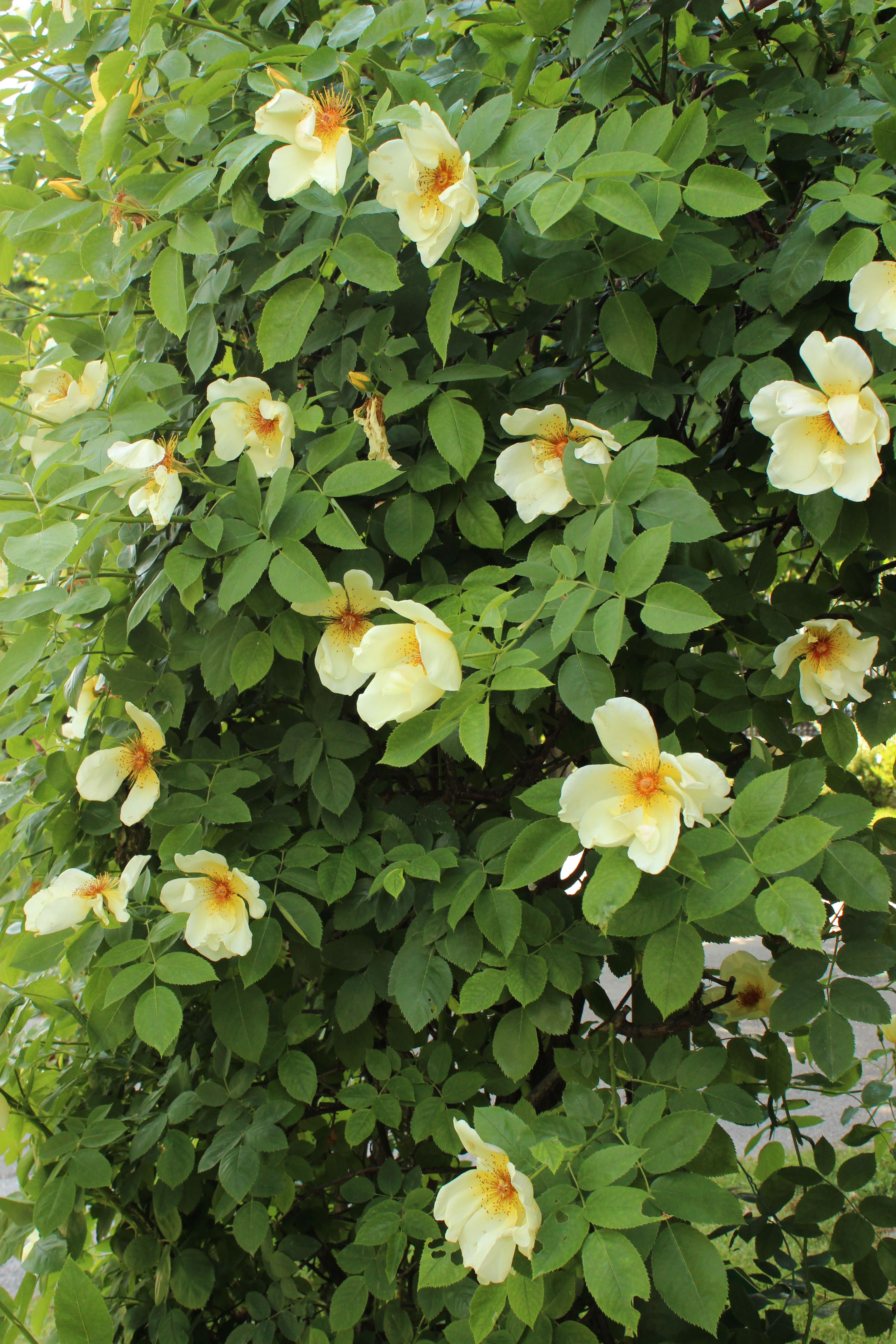
'Mermaid', 1917

William Paul & Son brachte weiterhin über 70 eigene Rosenzüchtungen heraus, in den ersten Jahren ab 1906 möglicherweise noch Sorten, die William Paul selber gezüchtet hatte. Eine ganze Reihe dieser Rosen waren sehr erfolgreich und sind bis heute (Stand 2023) bekannt, darunter:
- 'Hugo Roller', Teerose, cremegelb mit leuchtend kirschrosa oder -roten Rändern, 1907
- 'Mrs. Dudley Cross', Teerose, zartgelb, manchmal mit rosa Rand, 1907
- 'Kathleen', Multiflora-Hybride, karmin-purpurrosa mit weißer Mitte, 1907
- 'Canary Bird', Rubiginosa-Hybride, zartgelb, ca. 1911
- 'Paul's Scarlet Climber', Multiflora-Hybride, leuchtend scharlach- bis magentarot, 1915
- '(The) Mermaid', Bracteata-Hybride, hell- bis zartgelb, 1917
- 'Walter C. Clark', Teehybride, karmin- bis leuchtend purpurrot, 1917
- 'Coralie', Kletterrose, korallrosa bis pink, 1919
- 'Sea Foam', Bracteata-Hybride, cremeweiß, 1919
- 'Emmeline', Teehybride, cremegelb, lachs- oder korallfarben überlaufen, 1921

1924 wurde das Unternehmen von der Firma Chaplin Brothers übernommen, das heißt von W. E. Chaplin (1851 – nach 1936 ?) und dessen sieben Söhnen, die bis in die 1930er Jahre eigene Rosenzüchtungen herausbrachten.

### Galerie: Rosen von William Paul & Son (ab 1906)

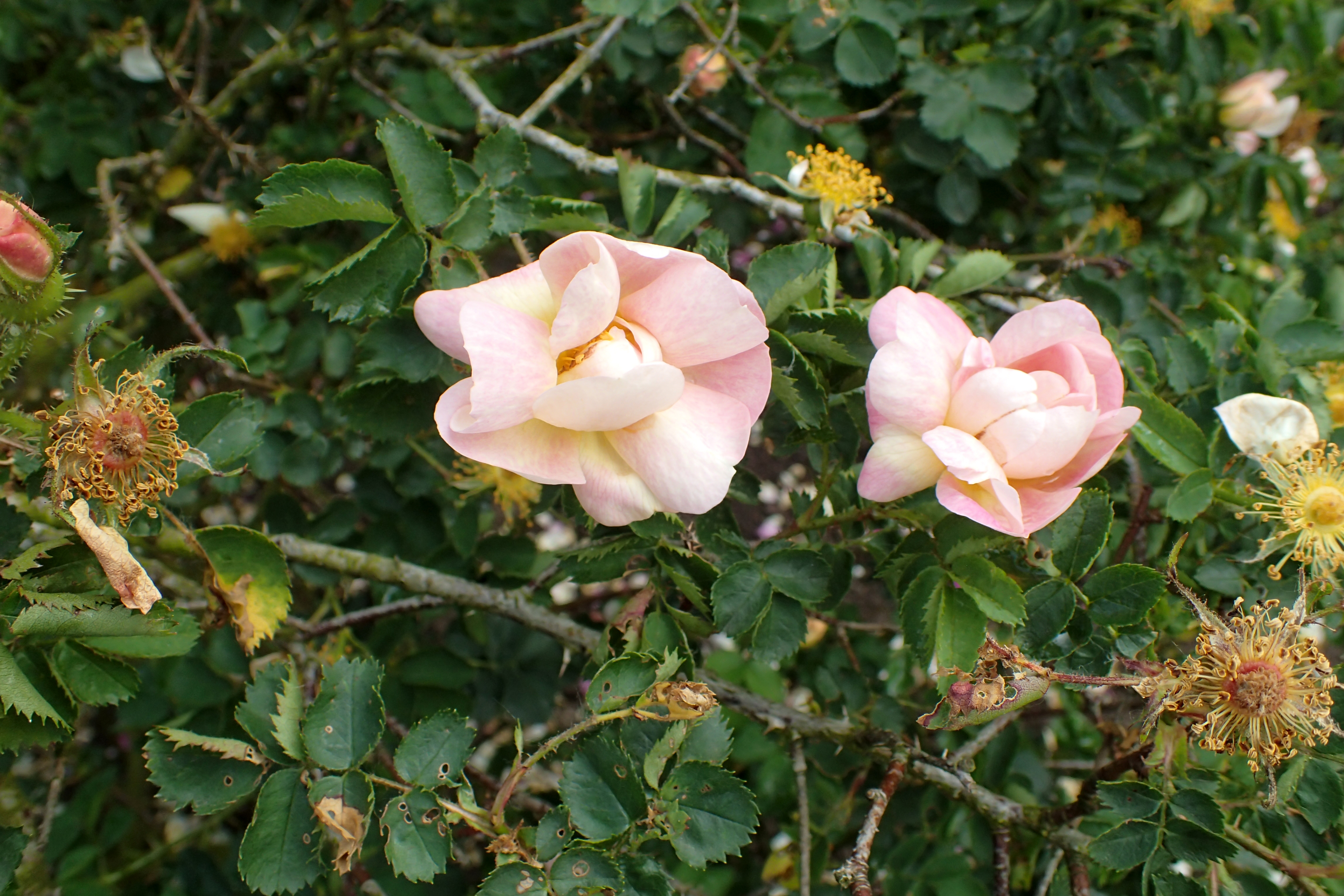
'Canary Bird', 1911
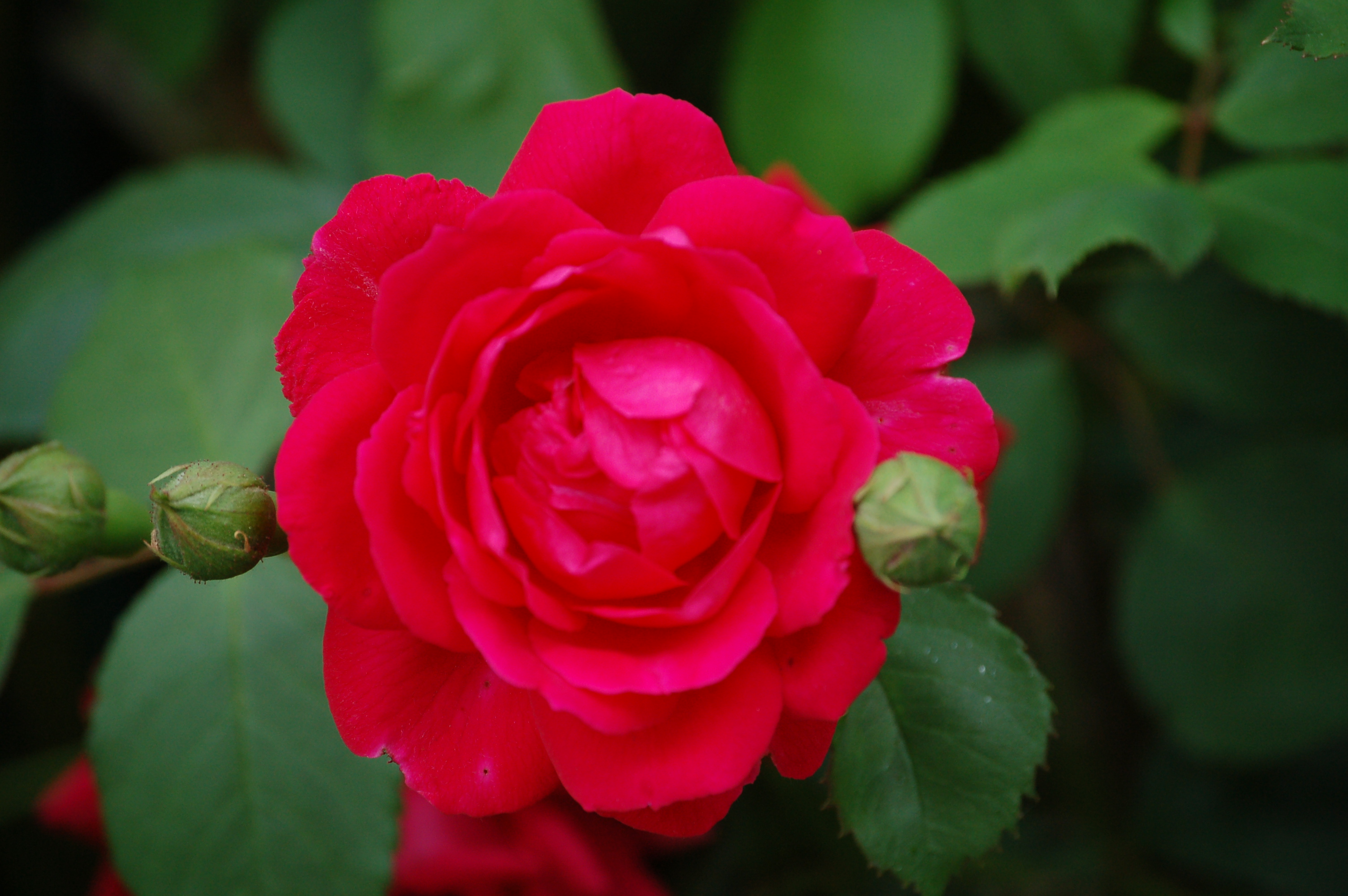
'Paul's Scarlet Climber', 1915
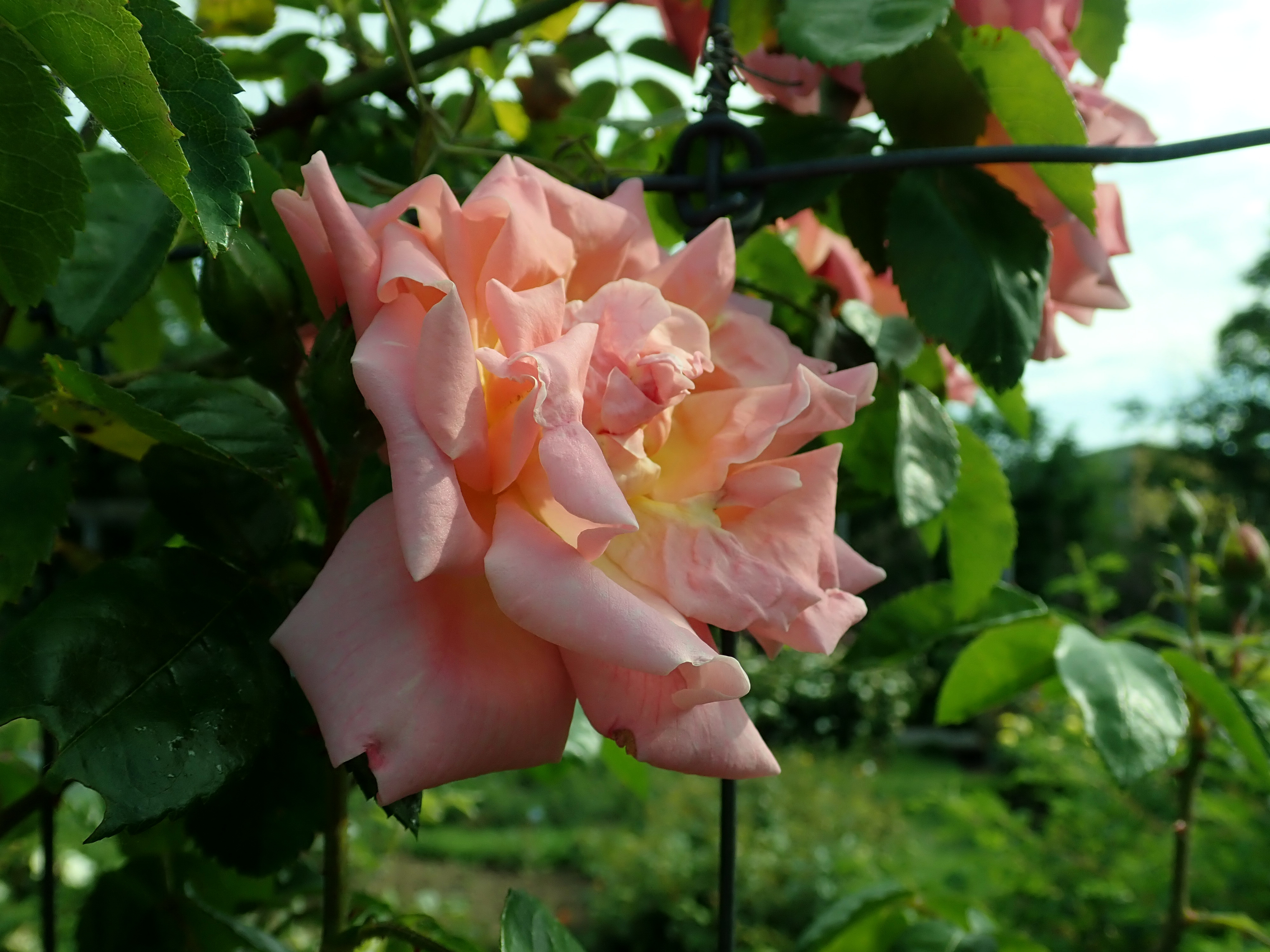
'Coralie', 1919
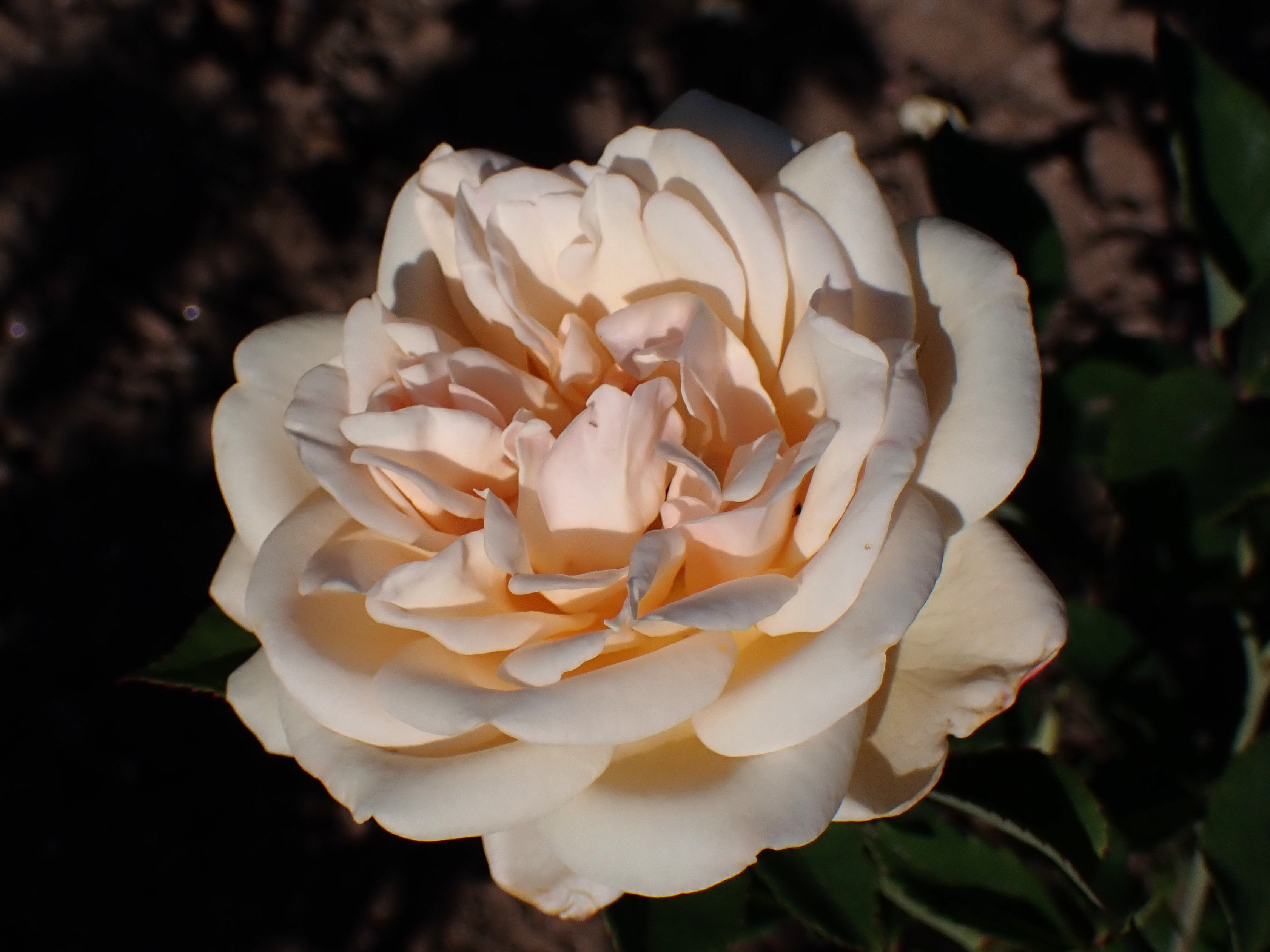
'Emmeline', 1921

## Schriften
- The Rose Garden, 1848 (10 Auflagen bis 1903)
- The Hand-Book of Villa Gardening, 1865 (3. erweiterte Auflage 1876)
- Roses and Rose-Culture, 1874 (11 Auflagen bis 1910)
- The Future of Epping Forest, 1880
- An Hour with the Hollyhock, 1851
- Lecture on the Hyacinth, 1864